# 공예

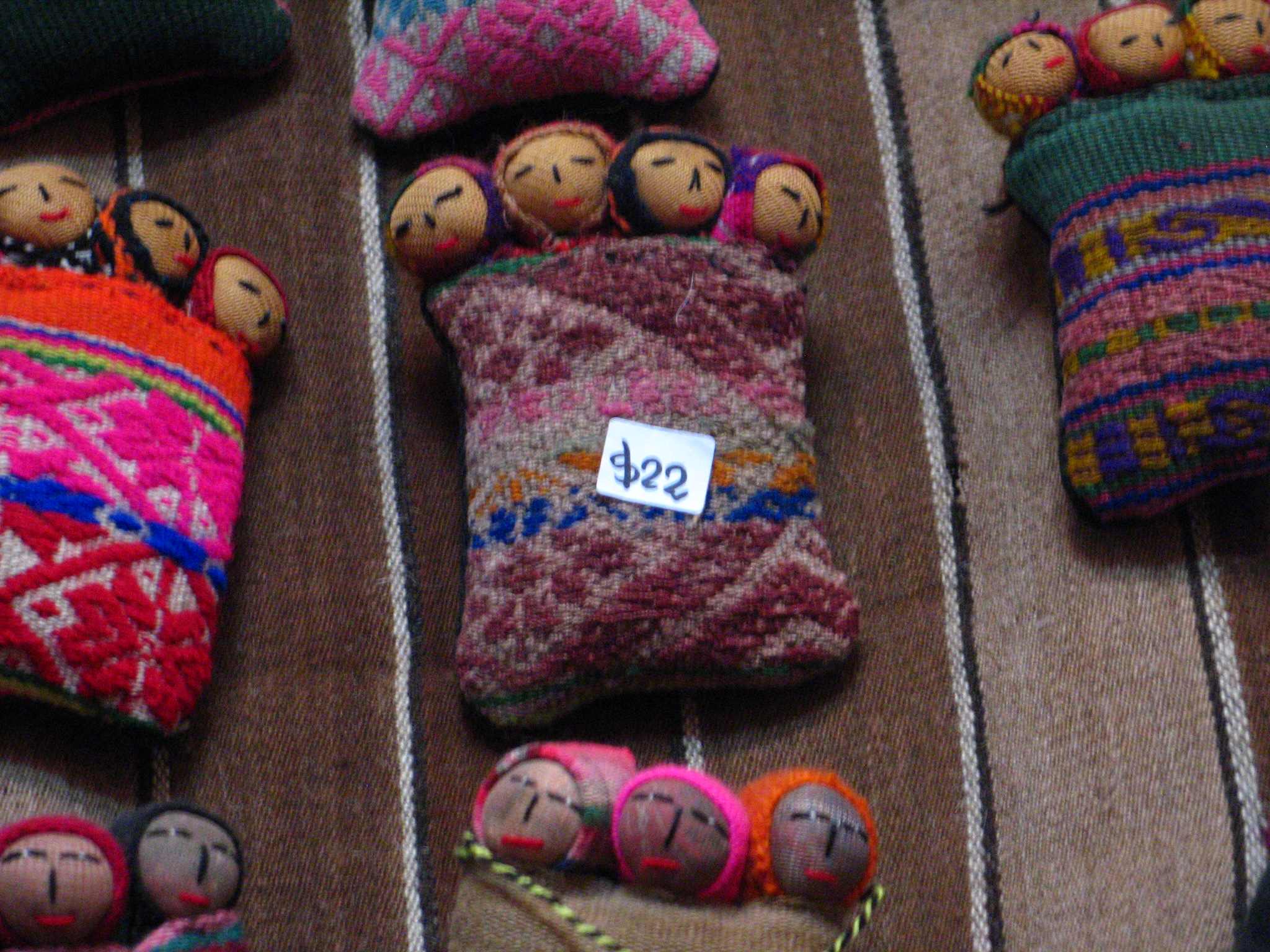
공예

공예(工藝, handicraft, handmade)는 실용성과 미(장식)의 양면을 조화시켜 일상생활에 필요한 물건을 만드는 것이다. 인간의 생활주변에서 주로 쓰이며, 재료·의장(意匠)·기교 등에 의해서 미적 효과를 가진 도구와 기타 물품 등을 만드는 것을 총칭한다. 직접적인 실용성을 가지고 있다는 점에서 회화·조각과 구별된다. 공예는 건축과 더불어 이른바 응용예술 분야에 속하고 있으나, 건축은 그 주된 요인이 구축체(構築體)와 내부·외부 공간의 형성에 있는 데 대해, 공예는 그 주된 요인이 광의에 있어서의 물품의 장식적 기능에 있다.

## 특징
공예는 조형예술의 다른 부분에 비해 그 고유한 영역을 규정하기가 어렵다. 근대 이전에는 공업과 미술의 중간 위치를 점유하고 있으며, 특히 19세기 중엽 이후부터는 점차로 공업적인 요소가 도입되는 한편, 미술과의 교류가 광범위하게 증가하고 있는 까닭이다. 개인 작가의 수공예로 만들어진 일품제작(一品製作)으로서 특히 완상에 중점을 두고 실용성에는 별로 치중하지 않은 것을 미술공예라 하고, 일정한 규격을 바탕으로 기계에 의해서 양산되는 것을 생산공예라고 하여 서로 대립시키기도 한다. 산업혁명을 경계로 하여 공예의 양상이 일변해서 대세로서는 생산공예 편으로 기울고 있으나, 오늘날에도 수공예(handicraft)는 존중되며, 전통공예라는 명칭으로 기계공예와 구별된다. 민예(民藝) 또한 이 수공예의 일종이며 특정작가의 것이 아니라 지역적·민족적 특성이 농후한 것이다.

## 분류
공예는 사용되는 재질에 의해서 여러 종류로 분류된다.
도자공예(ceramics)는 도토(陶土)를 빚어서 구워 만드는 공예이며 자기(磁器)·도기(陶器)·토기(土器)로 구분된다. 도기는 그 재료를 어디에서나 구할 수 있으며 생산도 용이하고, 그 제품은 내열(耐熱)과 내산성(耐酸性)이 강하다. 자기는 한대(漢代)에서 육조(六朝)에 이르는 시대에 중국에서 발명되어 르네상스 때 그 제법이 유럽에 전해졌다.
칠공예는 동양 특산의 칠(lacquer)을 사용하여 만드는 장식가공(裝飾加工)을 총칭한다. 한대(漢代)의 낙랑칠기(樂浪漆器) 이래의 오랜 전통을 가진 기술로서 중국·한국·일본·동남아시아 등지에 독특한 발전을 보이고 있다.
금속공예(metal craft)는 가공하는 방법에 따라서 주금(鑄金)·조금(彫金)·단금(鍛金)·판금(板金) 등으로 분류된다. 또한 금속공예의 응용부문으로는 법랑(琺瑯), 즉 금속의 표면에 불투명한 유리질 유약을 가공하는 방법, 칠보(七寶) 또는 에마이유 크로아소네( maile croisonn ), 즉 금속바탕에 문양 윤곽을 그리고 여러 가지 색채의 유약을 칠해서 구워낸 것, 에마이유 샹르베( maile champlev ), 즉 금속공예품의 장식문양 이외의 바탕 부분을 도려내고 거기에다 유리질의 유약을 메워서 구워낸 것 등이 있다.
상아공예는 석기시대 이래로 소조각상(小彫刻像)의 유물이 많이 있을 정도로 고대부터 세공예로 발전했다. 상아는 빛깔이 희고 단단해서 세공하기에 대단히 좋은 재료이다. 르네상스 이후에는 가구에까지 응용범위가 확대되었다. 이것은 조각의 응용부문이라고 하겠다.
목재공예(joinery)는 가구·집기류가 주이며 근래에는 곡목가구(曲木家具), 그리고 고성능 접착제를 사용한 합성목재의 발전이 현저하다. 죽세공(竹細工)은 각종 죽재를 여러 가지 기법을 사용하여 가구·기구(器具)·완구 등을 만들며 특히 동양에서 많이 발전된 공예이다.
유리공예는 규산염초자에 착색 성분을 가해서 내화점토의 도가니 속에서 섭씨 1400 이상의 고열로 용해하여 각종 기물을 만드는 것이다. 역사적으로는 이집트와 고대 동방의 여러 나라에서 발상되었다. 또한 컷 글라스(cut glass)는 유리 기물의 외면에 조각과 연마를 가하여 능각(陵角) 부분이 프리즘 효과를 가져오도록 한 것이며 북유럽 지방에 많다.
섬유공예(textile art)는 수공예와 공업을 통해서 포백(布帛)을 직조하고 편물하고 염색하고, 또는 자수(刺繡)하는 공작을 포함한다. 수공예로는 기계편물·펠딩·레이스 뜨기 등이 있고, 공업생산은 전적으로 기계에 의한 것이지만 평직(平織)·사문직(斜紋織)·수자직·중직(重織)·철직(綴織) 등이 있다. 원료섬유로는 동물섬유(비단·양모)·식물섬유(면·마)외에 레이온·나일론 등의 화학섬유가 있다. 염색은 직물이나 종이 등의 섬유에 염료를 사용하여 빛깔을 침투시키는 공작이며, 그 방법으로서는 침염(浸染), 날염(捺染)이 주이며 그 밖에 지역에 따라서 독특한 방법으로 발전한 여러 가지 방법이 있다. 그러나 현대에 와서는 기계날염(機械捺染)이 광범위하게 사용되고 있다.
종이공예는 닥나무를 소재로 만들어진 한지 공예가 대표적이다.금속이나 나무에 비해 훼손될 우려가 많지만, 최근에 닥종이 인형이나 보석함, 장식장 등 새로운 한지 공예품이 만들어지고 있다.이 밖에도 옥, 수정, 호박 등 보석이나 돌을 이용한 석(石)공예와 고무를 소재로 한 고무 공예, 다양한 형태와 재료로 만드는 비누 공예 등이 있다.

## 현대의 공예
현대사회에서 공예(工藝)는 다양한 모습으로 존재하며, 조형 예술의 한 갈래로서 순수 미술과 디자인 사이에 위치한다고 보는 것이 일반적이다. 실용성이 강조되기는 하지만 미학적 가치 또한 중요시되는 현대 미술, 혹은 응용 미술의 하나이다.
서구에서 도입된 현대 공예와 전통적으로 계승된 전통 공예 간의 충돌로 인하여 한국에서 공예를 정의하는 일은 그리 간단하지 않다. 하지만, 이런 과거와 현재의 충돌은 한국만이 아닌 서구에서도 보여지는 경향이다. 근대 디자인의 형성 이후, 동, 서양 공예의 정의는 그 모호성으로 인해 갈수록 힘들어지고 있다.

## 같이 보기
- 장식 예술